# Dżazirat Abu Ramada
Dżazirat Abu Ramada (ar. جزيرة أبو رمادة), także: Dżazirat Abu Rimasi (ar. جزيرة أبو رماثي, Jazīrat Abū Rimāthī) – bezludna wyspa na Morzu Czerwonym przy południowym krańcu Zatoki Sueskiej przy afrykańskim wybrzeżu egipskim w pobliżu Hurghady.
Wokół wyspy zlokalizowanych jest wiele miejsc nurkowych na rafach koralowych, np. Dżanub Abu Ramada (Abu Ramada South) wraz ze szczątkami wraku położonymi na głębokości 5 metrów oraz Irk Abu Ramada.